# الفيلة نيللي
الفيلة نيللي هي فيل أنثى في أحد حدائق ألمانيا، اعتادت أن تتوقع نتائج مباريات ألمانيا منذ 2006. تنبأت (نيللي) بنتائج كأس العالم للسيدات 2006، ثم كأس العالم للرجال 2008، نتيجة منتخب ألمانيا لكرة القدم في نهائيات يورو 2012 وهي تسير على خطى الأخطبوط بول.